# 1821 no jornalismo
Nesta página encontrará referências aos acontecimentos directamente relacionados com o jornalismo ocorridos durante o ano de 1821.

## Eventos
- 1 de junho — Fundação no Rio de Janeiro (Brasil) do jornal diário "Diário do Rio de Janeiro".
- julho — Fim da publicação quinzenal em Londres do periódico português "O campeão portuguez. Ou o amigo do rei e do povo : jornal politico, publicado todos os quinze dias para advogar a cauza e interesses de Portugal". Foi publicado desde 1819.[1]
- Fundação do jornal britânico "The Guardian".[2]

## Nascimentos
| Data        | Nome                              | Profissão                                         | Nacionalidade                              | Observações | Ref |
| ----------- | --------------------------------- | ------------------------------------------------- | ------------------------------------------ | ----------- | --- |
| 28 de março | William Howard Russell            | jornalista                                        | Reino Unido · (Irlanda)                    | m. 1907     |     |
| 12 de julho | Joaquim Gomes de Oliveira e Paiva | religioso, educador, político, jornalista e poeta | Reino Unido de Portugal, Brasil e Algarves | m. 1869     |     |

## Mortes
| Data | Nome | Profissão | Nacionalidade | Observações | Ref |
| ---- | ---- | --------- | ------------- | ----------- | --- |